# Nam Thành, Phủ Châu
Nam Thành (tiếng Trung: 南城县, Hán Việt: Nam Thành huyện) là một huyện của địa cấp thị Phủ Châu (抚州市), tỉnh Giang Tây, Cộng hòa Nhân dân Trung Hoa. Huyện này có diện tích 1698 km2, dân số năm 2003 là 300.000 người. 

## Hành chính
Huyện Nam Thành được chia ra làm 12 đơn vị hành chính cấp hương, bao gồm 10 trấn và 2 hương. Ngoài ra huyện này còn quản lí 1 đơn vị tương đương cấp hương khác.
- Trấn: Kiến Xương (建昌镇), Chu Lương (株良镇), Thượng Đường (上唐镇), Lý Tháp (里塔镇), Hồng Môn (洪门镇), Sa Châu (沙洲镇), Long Hồ (龙湖镇), Tân Phong Nhai (新丰街镇), Vạn Phường (万坊镇), Từ Gia (徐家镇)
- Hương: Thiên Tỉnh Nguyên (天井源乡), Tầm Khê (浔溪乡)
- Đơn vị ngang cấp hương khác: khu công nghiệp huyện Nam Thành (南城县工业园区)